# Kammanaiyakanhalli, Mandya
Kammanaiyakanhalli là một làng thuộc tehsil Mandya, huyện Mandya, bang Karnataka, Ấn Độ.